# Lepthyphantes simiensis
Lepthyphantes simiensis este o specie de păianjeni din genul Lepthyphantes, familia Linyphiidae, descrisă de Bosmans, 1978.
Este endemică în Etiopia. Conform Catalogue of Life specia Lepthyphantes simiensis nu are subspecii cunoscute.